# مرتضی کلانتریان
مرتضی کلانتریان (زادهٔ ۱۳۱۱ تنکابن – درگذشتهٔ ۱۲ خرداد ۱۳۹۸ تهران)، حقوقدان، قاضی، وکیل و مترجم ایرانی بود که بسیاری از آثار بزرگ ادبی را برای نخستین‌بار به زبان فارسی ترجمه کرده‌است. او در موضوعات مختلف حقوقی کتاب‌های ارزشمندی را به فارسی ترجمه کرده است که از معدود منابع درخور به زبان فارسی محسوب می‌شوند. او به ترجمه آثار نویسندگانی می‌پرداخت که در ایران شناخته‌شده نبودند و با این کار، آنان را به ایرانیان، معرفی کرد.
او طرفدار دو کتاب تاریخ بیهقی نوشته ابوالفضل بیهقی و تاریخ مشروطه ایران نوشته احمد کسروی بود.

## کار حقوقی
وی پس از پایان تحصیلات متوسطه، در رشته حقوق مشغول به تحصیل شد. او پس از دریافت مدرک کارشناسی در ایران، در دانشگاه پاریس دکترای حقوق گرفت و پس از بازگشت به ایران در مقام قاضی دادگاه مشغول به کار شد. او پس از بازنشستگی به شغل وکالت روی آورد. اما وکالت را نیز ادامه نداد و به ترجمه متون ادبی و حقوقی روی آورد.
گفته می‌شود که او مدتی در ادارۀ حقوقی دادگستری همراه با ناصر کاتوزیان، محمدعلی اسلامی ندوشن و مصطفی رحیمی در اتاقی مشغول به کار بوده است. 

## ترجمه
البته او از همان سال‌های نخست زندگی به ادبیات علاقه‌مند بود. او می‌گوید:
علاقه من به ادبیات از مطالعه کتاب‌های چاپ انتشارات پنگوئن شروع شد و آن موقع اکثر آثار متعلق به آمریکا و انگلیس (بریتانیا) بود [...] این ادبیات نخست مرا جذب کرد تا وقتی که وارد فرانسه شده و با ادبیات فرانسه و نویسندگانش آشنا شدم، چون خواندن آثار به زبان اصلی یک حالت دیگری به آدم می‌دهد، یک نوع آلودگی خاصی به آن زبان و ادبیات ایجاد می‌کند و انسان را دچار خودش می‌کند."— 
او به غیر از ترجمه‌های ادبی، ترجمه‌های حقوقی و فلسفی بسیار مهمی نیز داشته‌است. مانند: مرگ کثیف نوشته پی‌یر-ژان رمی، رؤیا و تاریخ؛ آمریکا در دو قرن نوشته کلود ژولین روزنامه‌نگار فرانسوی، حقوق بین‌الملل در جهانی نامتحد و نقش زور در روابط بین‌الملل نوشته آنتونیو کاسسه حقوقدان ایتالیایی، بررسی یک پرونده قتل زیر نظر میشل فوکو، بشریت و حاکمیت‌ها؛ سیری در حقوق بین‌الملل نوشته مونیک شمیلیه ژانرو، ادبیات و حقوق و فلسفه حقوق نوشته میشل تروپه حقوقدان فرانسوی، اندیشه‌های حقوقی نوشته فیلیپ مالوری، رساله‌ای کوچک دربارهٔ فضیلت‌های بزرگ از آندره کنت-اسپونویل فیلسوف فرانسوی، یک رأی داوری و دو نقد نوشته رنه ژان دوپونی، ژان فلاوین لالیو و فرانسوا ریگو.
اما مهمتریت ترجمه او قرارداد اجتماعی نوشته ژان-ژاک روسو است. با این که پیشتر، غلامحسین زیرک‌زاده این کتاب را ترجمه کرده بود اما مدیر نشر آگه به کلانتریان پیشهاد داده بود تا ترجمه تازه‌تری از این کتاب ارائه کند.
فردوس وزیری، او را با اشتباه خود آشنا می‌کرد.
کلانتریان مدتی نیز با مرکز امور حقوقی بین‌المللی همکاری داشته است.

## مرگ
او در صبح روز ۱۲ خرداد ۱۳۹۸ با پرت شدن از پنجره منزلش در طبقه دوازدهم به پایین جانش را از دست داد. در پی مرگ وی شایعاتی در مورد احتمال خودکشی وی مطرح شد که پسر کلانتریان چنین چیزی را تکذیب کرد. همچنین پلیس دلیل احتمالی مرگ وی را عدم تعادل دانست.

## کتاب‌ها

### ترجمه‌ها[۲]
- لطف دیررس نوشته آلن پیتون، ۱۳۴۸، (نخستین ترجمه و با کمک عبدالله توکل)
- دایی من بنژامن، کلود تیلیه، ۱۳۵۶
- اشتباه رمانی از آنتونیس ساماراکیس، انتشارات آگاه، ۱۳۵۶
- مرگ کثیف Une mort sale، پی‌یر-ژان رمی، ۱۳۵۶، (با کمک مصطفی رحیمی)
- رؤیا و تاریخ آمریکا در دو قرن، نوشتهٔ کلود ژولین، انتشارات آگاه، ۱۳۵۷
- سیمای زنی در میان جمع رمانی از هاینریش بل، نشر آگه، ۱۳۶۲
- وجدان زنو رمانی از ایتالو اسووو، انتشارات آگاه، ۱۳۶۳
- حقوق بین‌الملل در جهانی نامتحد، آنتونیو کاسسه، ۱۳۷۰
- منم فرانکو، مانوئل واسکس مونتالبان،[۲]۱۳۷۵
- خاطرات یک بچه ناقل، لوئیجی برتلی (وامبا)، ۱۳۷۵
- نقش زور در روابط بین‌الملل، آنتونیو کاسسه، ۱۳۷۵
- بررسی یک پرونده قتل، زیر نظر میشل فوکو، نشر آگه، ۱۳۷۵
- قرارداد اجتماعی اثر ژان ژاک روسو، نشر آگه، ۱۳۷۹، (با کمک مصطفی رحیمی)
- رساله‌ای کوچک دربارهٔ فضیلت‌های بزرگ، آندره کنت-اسپونویل، ۱۳۷۹
- یک رأی داوری و دو نقد، رنه ژان دوپونی، ژان فلاوین لالیو و فرانسوا ریگو، ۱۳۷۹
- ادبیات و حقوق و فلسفه حقوق، میشل تروپه، ۱۳۸۱
- بشریت و حاکمیت‌ها؛ سیری در حقوق بین‌الملل، مونیک شمیلیه ژانرو، ۱۳۸۲
- اندیشه‌های حقوقی، فیلیپ مالوری، ۱۳۸۲
- مرد رؤیاها: زندگی‌نامهٔ جان رید، اثر رابرت روزنستون، نشر چشمه، ۱۳۸۴
- ظرافت جوجه‌تیغی رمانی از موریل باربری، انتشارات کندوکاو، ۱۳۸۸
- دیدار به قیامت، اثر پیر لومتر؛ تهران: نشر آگاه‏‫، ۱۳۹۴ (شابک ‎۹۷۸-۹۶۴-۴۱۶-۳۴۵-۶). برنده جایزه گنکور ۲۰۱۳
- افسانه پدران ما، سورژ شالاندن
- بازگشت به کیلی بگز، سورژ شالاندن

### کتاب‌ها[۲]
- مجموعه نظرهای مشورتی در زمینه مسائل کیفری، ۱۳۵۶
- داوری؛ بررسی مهم‌ترین نظام‌های داوری بین‌المللی در جهان، ۱۳۷۴